# Rytíři z Bünau
Rytíři z Bünau (též z Býnova, z Býnu, řídce z Binova) je jméno rytířského rodu původem ze Saska. V 16. století se rod rozdělil na několik větví, dvě z nich v severních Čechách, jež ovládaly poměrně velký majetek a patřily k významným držitelům pozemků. Příslušníci některých větví dosud žijí v Německu a užívají hraběcího titulu. Obtížná přehlednost rodu je způsobena tím, že bylo rodovým zvykem dávat mužským potomkům pouze 3 křestní jména: Jindřich, Günter (též Gunther nebo Günther, česky Vintíř) a Rudolf. V některých generacích se tak vyskytli i tři nositelé téhož jména, kteří se rozlišovali přídomkem jako starší, mladší a nejmladší.

## Historie rodu v Čechách
Prvním významným příslušníkem tohoto rodu v Čechách byl Jindřich z Býnova (německy Heinrich von Bünau), který vlastnil Breitenhain a Meuselwitz v Durynsku. Roku 1523 je prodal a roku 1527 koupil hrad Blansko severovýchodně od Ústí nad Labem v katastru vsi Mírkov s okolními vesnicemi, čímž založil blankenštejnskou větev. Jeho bratr Rudolf z Bünau vlastnil po otci Vesenštejn (Weesenstein) v Sasku, roku 1515 koupil Lauenštejn (Lauenstein in Altenberg) a v roce 1534 koupil Děčínské panství.

### Jílovská větev
Základ této větve položil Jindřich (něm. Heinrich) z Bünau koupí Blanska (Blankenštejna) s okolními vesnicemi. Jednalo se o poměrně velké panství, které mělo být určeno pro jeho syny Rudolfa († 1535) a Güntera († 1540) a další mužské dědice. Rudolf (manželka Lidmila z Vartenberka) zemřel roku 1535 patrně bezdětný. Díky tomu až do své smrti roku 1540 spravoval celý majetek Günter.
Günterův syn Jindřich mladší si ponechal pouze Jílové a zbytek včetně Blankenštejna v roce 1546 prodal bratranci Rudolfu z Bünau z Děčínské větve. Po smrti Rudolfa (1551), zdědil v této části podíl, ale již roku 1552 ho přenechal svému bratranci Jindřichovi († 1571). Jindřich mladší měl čtyři syny – Rudolfa staršího († 1617), Rudolfa mladšího, Güntera a Jindřicha († 1624) – tři dcery – Marii († 1619; manžel Petr Kelbl z Gejzinku na Chlumci), Annu (manžel Bernard Kelbl z Gejzinku na Hrbovicích) a Markétu († 1613; manžel Norbert Trmický z Miliny a při Ústí). Majetek této větve tak byl rozdělen čtyři části.
Rudolf starší se oženil se Sybillou z Mynichova, upadl do dluhů a jeho dědictví (část Jílového) bylo po jeho smrti v roce 1617 prodáno jeho bratru Jindřichu († 1624). Rudolf mladší vlastnil Gräbingen v Sasku, jeho manželkou byla Eliška z Brünraden. Gynter zdědil Koknice a Jindřich († 1624) druhou část Jílového. Po smrti Jindřicha (1624) byla jeho žena Dorota z Lucelburka nucena prodat Jílové (1629). Jindřich měl tři dcery (Markétu, Annu a Majdalénu) a syna Jindřicha. Je pravděpodobné, že tento Jindřich si vzal Alénu Kateřinu ze Střítěže a vlastnil Zbenice ke kterým roku 1644 přikoupil ještě Rtišovice. Po smrti své ženy se znovu oženil s Lidmilou Bohunkou Peruklovou ze Šenrajtu, zemřel roku 1665. Jeho starší syn Jindřich († 1673) převzal v roce 1663 Rtišovice. Druhý syn Jindřicha († 1665) se jmenoval také Jindřich a ten zdědil Zbenice, po něm je zdědila jeho sestra Anna Kateřina († 1695; manžel Aleš Karla Plot z Konařin), která je prodala. Tím tato větev zanikla.

### Děčínská větev
Zakladatelem této větve je Rudolf z Bünau, který nejprve v roce 1515 koupil Lauenštejn a v roce 1534 přikoupil Děčínské panství. Rudolf byl dvorní maršálek Jiřího Saského a je o něm známo, že patřil ke katolíkům. Jeho manželkou byla Eliška ze Strašedlu se kterou měl pět synů (dva Jindřichy, dva Rudolfy a Güntera) a několik dcer. Jeden z Rudolfů zemřel bezdětný v roce 1544 a jeho dědictví připadlo jeho bratrům. Druhý Rudolf koupil v roce 1546 od svého bratrance Blankenštejn. Jeho synové Rudolf a Günter se až do roku 1571 přeli se svými strýci (Jindřichem a Günterem) a správné určení dědictví, poté byly hejtmany na jejich panství, oba zemřeli bezdětní. Jindřich mladší (syn Rudolfa) zdědil děčínské panství a v roce 1552 k němu přikoupil Blankenštein, zemřel v roce 1553 a jelikož byl bezdětný jeho dědictví si rozdělili jeho bratři Jindřich († 1571 založil dobětickou pošlost) a Günter († 1576, založil děčínskou pošlost), kteří založili nové pošlosti tohoto rodu.

#### Dobětická pošlost
Jindřich starší († 1571) byl zemský správce v Permě a pán na Vezenštejně (Weesenstein u Müglitz v Sasku), v dědictví po bratrovi získal hrad Blankenštein (1544) a roku 1568 koupil Dobětice (nyní součást Ústí nad Labem), z nichž zřídil dědičný statek Býnovského rodu. Měl jediného dědice Rudolfa (1547–1622). Rudolf sídlil v Březnici (nyní Krásné Březno v Ústí nad Labem), kde postavil zámek Březno. Rudolf byl dvakrát ženatý nejprve s Christinou ze Šlejnic a po její smrti s Markétou z Ponikova, přesto zemřel bezdětný, proto jeho dědictví připadlo příbuzným z děčínské pošlosti.

#### Děčínská pošlost

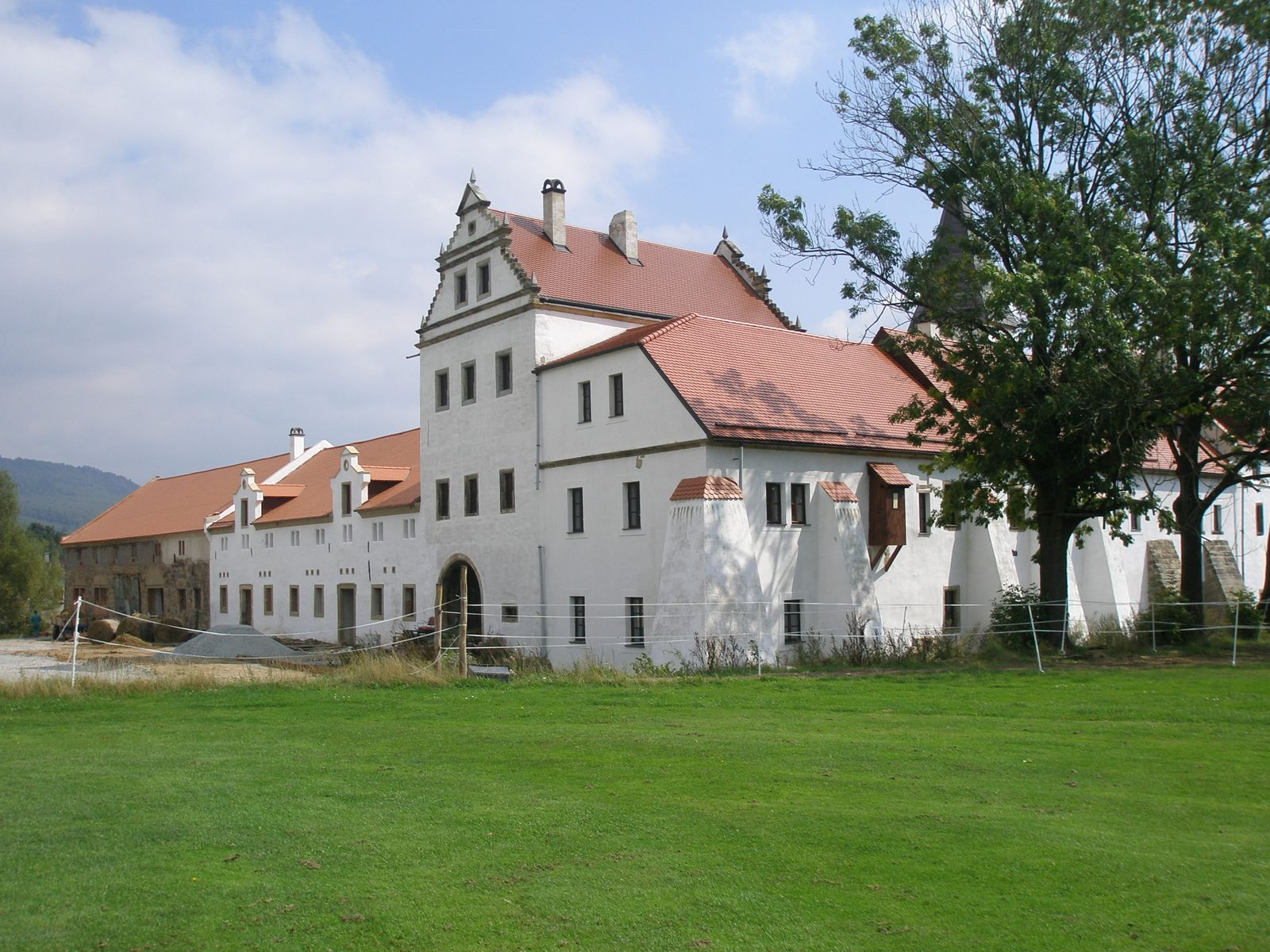
Zámek Libouchec

Günter († 1576) se v roce 1543 stal pánem na Lauenštejně a v roce 1554 zdědil děčínské panství. Pod jeho vlivem se na děčínsku rozšířilo protestantství, k jehož šíření povolal kněze ze Saska. Zemřel roku 1576 v Drážďanech. S manželkou Majdalénou z Ebelebenu měl dcery Martu a Bertu a syny Rudolfa († kolem roku 1593), Jindřicha staršího († 1614), Jindřicha mladší († 1591) a Güntera († 1619), ti si roku 1579 rozdělili panství následujícím způsobem.
Jindřich starší († 1614) získal část děčínského panství s Děčínem. Günter († 1619) získal děčínské panství kolem Libouchce včetně zámku Libouchce. Rudolf († kolem roku 1593) získal Lauenštejn, zemřel bezdětný. Jindřich mladší († 1591), zdědil část děčínského panství na břehu Labe s Podmokly a taktéž zemřel bezdětný. Jejich díly si po jejich smrti rozdělili Günter a Jindřich starší, přičemž Jindřich starší získal Podmokly a Günter Lauenštejn. Günter i Jindřich starší měli děti a tak založili nové pošlosti.

##### Pošlost děčínsko-podmokelská
Jindřich starší († 1614) dědictvím nejprve získal Děčín a později i Podmokly. Ekonomicky se mu velmi dařilo a proto v tomto období došlo k vzestupu významu Děčínska, velmi aktivně se hlásil k protestantům. Se svou ženou Annou Trmickou z Miliny měl tři syny nejstarší Rudolf zdědil Děčín (1622), oženil se s Annou Majdalénou Konojedskou z Pojetic (1623). Protože odmítl přestoupit ke katolické víře, prodal v roce 1628 Děčín Kryštofu Šimonu z Thunu, jelikož však Děčín nebyl řádně zaplacen vrátil se v roce 1631 do Čech a spravoval nezaplacenou část panství. Zbytek byl doplacen až v letech 1661–1671 jeho synovi Jindřichu z Býnu a z Herbergenu. Gynter, druhý syn Jindřicha staršího († 1614) vlastnil Blankenštein, který prodal roku 1628 Thunovi a roku 1642 mu byla splacena poslední splátka, po prodeji v roce 1628 odešel do Saska. Nejmladší syn Jindřicha staršího († 1614) zdědil Trmicko, roku 1628 opustil Čechy a v roce 1629 prodal část svého panství, v roce 1631 se vrátil do Čech a zbytek jeho majetku mu byl zkonfiskován, poté opustil Čechy natrvalo.

##### Pošlost libouchecko-laueštejnská
Günter († 1619) se oženil s Markétou z Bredy, s níž měl čtyři syny. Rudolf starší zdědil Lauenštein, Günter Šenštejn, Rudolf mladší Bünauburg a Jindřich peníze a později i Vezenštejn. Günter a Rudolf mladší odešli roku 1628 prodali Thunovi své dědictví a z náboženských důvodů odešli z Čech. Majetek byl doplacen jejich dědicům až v roce 1655.

## Erb

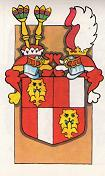
Znak pánů z Bünau

Erb měl štít rozdělený křížem, druhé a třetí pole bylo v polovině rozděleno červenou a stříbrnou barvou. V prvním a čtvrtém červeném poli jsou zlaté lví hlavy držící v tlamě zlaté lilie. Nad štítem jsou dvě přilby. Na levé přilbě je červené a stříbrné křídlo. Na pravé přilbě je červený klobouk se stříbrným lemováním a pavími ocasy.